# Sportåret 1872

## Händelser

### Baseboll
- Boston Red Stockings vinner National Association.[1]

### Boxning
- 1 januari-31 december - Inga större matcher utkämpas under 1872. Amerikanske mästaren Mike McCoole och hans utmanare boxas inte under året.[2]

### Cricket
- Okänt datum - Nottinghamshire CCC vinner County Championship [3].
- Okänt datum - Vid ett experiment på Lord's Cricket Ground stderas effekterna av att täcka planen innan en match, första kända försöket med detta.[4]

### Fotboll
- 16 mars - Wanderers FC vinner den första finalen av engelska FA-cupen med 1-0 mot Royal Engineers i Bolton.[5]

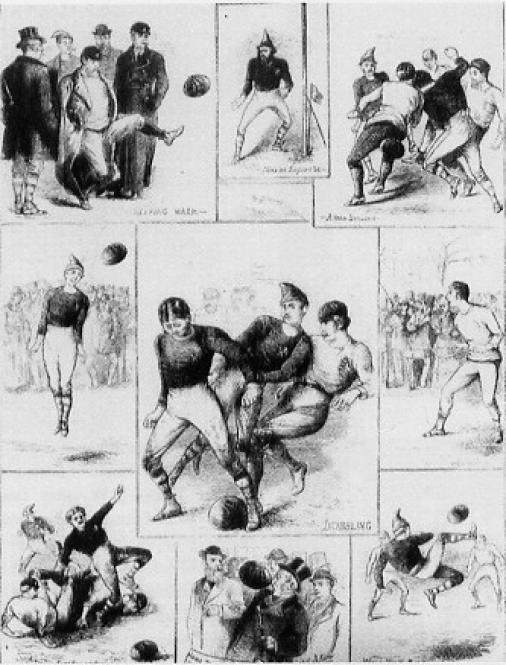
England–Skottland

- 30 november - Den första officiella landskampen spelas mellan England och Skottland och slutar 0-0 i Glasgow, Skottland, Storbritannien.[6]
- Okänt datum - FA fastslår att bollen måste ha en omkrets mellan 68 och 71 centimeter och väga minst 396 gram. Då läderbollarna lätt blev tunga av vatten, kunde vikten nästan förbuddlas om bollen blev dyngsur.[7].

### Rodd
- 23 mars - Universitetet i Cambridge vinner universitetsrodden mot Oxfords universitet.

## Födda
- 8 januari – Nikolaj Panin, rysk konståkare, olympisk guldmedaljör.
- 28 april – Carl Bonde, svensk dressyrryttare, olympisk guld- och silvermedaljör.
- 18 augusti – Adolf Schmal, österrikisk cyklist och fäktare, olympisk guld- och bronsmedaljör.

### Fotnoter
1. ↑  ”The 1872 Season” (på engelska). Retrosheet. http://www.retrosheet.org/boxesetc/1872/Y_1872.htm. Läst 11 augusti 2015.
2. ↑  Cyber Boxing Zone – Mike McCoole. läst 8 november 2009.
3. ↑  En inofficiell titel fram till december 1889 då första officiella County Championship spelades.
4. ↑  Bowen, p.284.
5. ↑  ”Chronology of Sports”. Arkiverad från originalet den 22 juli 2011. https://web.archive.org/web/20110722012455/http://worldtimeline.info/sports/. Läst 18 juli 2011.
6. ↑  ”England - International Results” (på engelska). RSSSF. http://www.rsssf.com/tablese/eng-intres.html. Läst 15 mars 2011.
7. ↑  Om Bill Shankly berättas angående införandet av plastbollarna att då alla talade om vem som var mästare på "bananskott" och kunde skruva bollen genom luften, svarade : "Huh!  Jag skulle vilja se honom skruva en av de båda läderbollarna vi spelade med. Det skulle brutit hans vrist!"